# Permutação aleatória
Uma permutação aleatória é um ordenação aleatória de um conjunto de objetos, isto é, uma variável aleatória com valor de permutação. O uso de permutações aleatórias é muitas vezes fundamental para campos que utilizam algoritmos aleatórios, tais como teoria de códigos, criptografia e simulação. Um bom exemplo de uma permutação aleatória é a embaralhar um baralho de cartas, isto é, idealmente, uma permutação aleatória de 52 cartas.

## Gerando permutações aleatórias

### Método de força bruta
Um método de geração de uma permutação aleatória de um conjunto de tamanho {\displaystyle n} uniformemente ao acaso (isto é, cada uma das {\displaystyle n!} permutações tem a mesma probabilidade de acontecer) é gerar uma sequência, tomando um número aleatório entre 1 e n sequencialmente, garantindo que não há repetição. Esta sequência  {\displaystyle (x_{1},\ldots ,x_{n})} é interpretada como a permutação mostrada nesta notação.
{\displaystyle {\begin{pmatrix}1&2&3&\cdots &n\\x_{1}&x_{2}&x_{3}&\cdots &x_{n}\\\end{pmatrix}},}
Este método de força bruta exige novas tentativas sempre que o número aleatório escolhido já foi selecionado. Isso pode ser evitado se, na i-ésima etapa (quando {\displaystyle x_{1},\ldots ,x_{i-1}} já foi escolhido), um número j é escolhido aleatoriamente entre 1 e {\displaystyle n-i+1} e igualamos {\displaystyle x_{i}} ao j-ésimo maior número não-escolhido.

### Embaralhamento de Knuth
Um algoritmo simples para gerar uma permutação de {\displaystyle n} itens uniformemente ao acaso sem repetições, conhecido como Embaralhamento de Knuth. O algoritmo começa com qualquer permutação (por exemplo, a permutação identidade), e então itera-se pelas posições 0 à {\displaystyle n-2} (por convenção, o primeiro elemento tem o índice 0 e o último elemento tem o índice {\displaystyle n-1}), e para cada posição {\displaystyle i}, troque o elemento que existe atualmente com um elemento escolhido aleatoriamente das posições {\displaystyle i} a {\displaystyle n-1}, inclusive. Verifica-se que qualquer permutação de {\displaystyle n} elementos será produzida por este algoritmo com probabilidade exatamente {\displaystyle 1/n!}, resultando assim, em uma distribuição uniforme sobre todas essas permutações.
```
unsigned
 
uniform
(
unsigned
 
m
);
 
/* Returns a random integer 0 <= uniform(m) <= m-1 */

void
 
initialize_and_permute
(
unsigned
 
permutation
[],
 
unsigned
 
n
)

{

    
unsigned
 
i
;

    
for
 
(
i
 
=
 
0
;
 
i
 
<=
 
n
-2
;
 
i
++
)
 
{

        
unsigned
 
j
 
=
 
uniform
(
n
-
i
);
 
/* A random integer such that 0 ≤ j < n-i*/

        
swap
(
permutation
[
i
],
 
permutation
[
i
+
j
]);
   
/* Swap an existing element [i+j] to position [i] */

    
}

}

```

Observe que a função uniforme() pode não ser implementada simplesmente como random() % (m), a menos que um viés nos resultados é aceitável.

## Estatísticas sobre permutações aleatórias

### Pontos fixos
A distribuição de probabilidade do número de pontos fixos de uma permutação aleatória uniformemente distribuída se aproxima de uma distribuição de Poisson com valor esperado 1 na medida que o valor de {\displaystyle n} cresce. Particularmente, é uma aplicação elegante do princípio de inclusão-exclusão que mostra que a probabilidade de que não existem pontos fixos se aproxima de {\displaystyle 1/e}. O primeiro n momentos desta distribuição são exatamente demonstrados pela distribuição de Poisson.

## Teste de aleatoriedade
Como com todos os processos aleatórios, a qualidade da distribuição resultante de uma implementação de um algoritmo randomizado, como o algoritmo de Knuth (isto é, o quão próximo o algoritmo é da distribuição uniforme desejada) depende da qualidade da fonte de base de aleatoriedade, como um gerador de números pseudo-aleatórios. Existem muitos possíveis testes de aleatoriedade de permutações aleatórias, tais como os testes de Diehard. Um exemplo típico de tal teste é tomar alguma permutação estatística, para a qual a distribuição é conhecida, e testar se a distribuição de um conjunto de permutações gerados aleatoriamente se aproxima da verdadeira distribuição.